# Mortimer Arias
Mortimer Arias (Durazno, 7 de enero de 1924 - Colonia Valdense, 15 de diciembre de 2016) fue un teólogo uruguayo, compositor y pastor de la iglesia metodista.

## Vida profesional
Estudió bachillerato en la Facultad Evangélica de Teología de Buenos Aires, donde se graduó en 1946. Fue ordenado al ministerio en 1947. En 1948 se casó con su colega Esther Leguizamón. Entre 1947 y 1961 se desempeñó como dirigente ejecutivo de la Iglesia Metodista de Uruguay y luego se radicó como misionero en Bolivia. Fue obispo de la iglesia boliviana entre 1969 y 1976.
A mediados de la década del 70 se trasladó a la Escuela de Teología Perkins, en Dallas, donde obtuvo el doctorado. En la Universidad de Boston se desempeñó como profesor visitante. De regreso a Bolivia, en 1980 fue detenido durante varios días y deportado. Entre 1981 y 1985 fue profesor en la Escuela de Teología de Claremont, en California. Desde 1985, en el Seminario Bíblico Latinoamericano de San José de Costa Rica fue profesor de "Misión y Evangelización" y rector del mismo, entre 1986 y 1989. También enseñó en el Crandon Junior College, el Instituto Técnico de la YMCA y en el Seminario Menonita de Uruguay.

## Teología
Mortimer Arias consideraba que la predicación del Reino de Dios es la clave teológica para la evangelización. Creía que allí donde los hombres y mujeres viven una vida comunitaria más solidaria, allí está actuando el Reino de Dios. Consideró como uno de los acentos fundamentales de la fe y el testimonio, la evangelización como acto y como praxis. Su libro El clamor de mi pueblo fue considerado como un auténtico manifiesto teológico y una cristología protestantes, con un enfoque pastoral, fruto del contacto directo con la realidad latinoamericana, más allá de la repetición de las fórmulas doctrinales. Debatió arduamente con las corrientes que veían la teología de la liberación como si fuera un peligro para la fe.  Puede ser considerado como un teólogo de la liberación evangélico misionero.

## Obras
Compositor de muchos himnos y cantos de la liturgia latinoamericana contemporánea, entre los que se cuenta y se canta En medio de la vida.
Fue autor de varios libros, ensayos y estudios. Entre sus títulos más conocidos están:
- Salvación es liberación. Buenos Aires: La Aurora, 1973
- Venga tu Reino. (La memoria subversiva de Jesús). México: Casa Unida de Publicaciones, 1980.
- El Clamor de mi Pueblo: desde el cautiverio en América Latina: desde el cautiverio en América Latina (con Esther Arias). México: Casa Unida de Publicaciones, 1981.
- Anunciando el Reino de Dios, Evangelización integral desde la memoria de Jesús. San José, Costa Rica: Visión Mundial, 1998.
- El Ultimo Mandato, la Gran Comisión, Relectura desde América Latina (con Eunice Arias). Bogotá: CLARA, 2003.

Tradujo varias obras, entre las cuales se destaca el libro del profesor alemán Lothar Schäfer, En Busca de la Realidad Divina (Buenos Aires: Lumen Humanitas, 2008).